# John Fetterman
John Karl Fetterman (West Reading, 15 d'agost de 1969) és un polític estatunidenc i senador electe de l'estat de Pennsilvània. Membre del Partit Demòcrata, és el 34è tinent governador de Pennsilvània des del 2019. Durant el seu mandat, Fetterman va destacar pels esforços per legalitzar el cànnabis a l'estat i per rebutjar les falses afirmacions del president Donald Trump de frau electoral a Pennsilvània. Anteriorment havia estat alcalde de Braddock del 2006 al 2019.
Fetterman va estudiar finances a l'Albright College, va treballar en una empresa d'assegurances i va obtenir un MBA a la Universitat de Connecticut. Va començar a treballar a l'agència governamental AmeriCorps alhora que va fer un màster en Polítiques Públiques a la Universitat Harvard. El servei de Fetterman amb AmeriCorps el va portar a treballar a Braddock el 2001 en un programa per a combatre l'absentisme escolar. S'hi va traslladar el 2004 i va ser elegit alcalde l'any següent. Com a alcalde, Fetterman va revitalitzar la ciutat mitjançant programes culturals i de joventut.
El 2021, Fetterman va anunciar la seva candidatura a les eleccions al Senat dels Estats Units d'Amèrica del 2022 a Pennsilvània. Va guanyar les primàries demòcrates amb el 59% dels vots i va guanyar al republicà Mehmet Öz a les eleccions generals, convertint-se en el primer demòcrata a guanyar l'escó des de 1962. Generalment descrit com a progressista, Fetterman defensa l'assistència sanitària com un dret humà fonamental, la reforma de la justícia penal, l'abolició de la pena de mort, l'augment del salari mínim federal a 15 dòlars l'hora i la legalització del cànnabis.

## Trajectòria
Braddock, una antiga ciutat industrial coneguda per ser l'emplaçament de la primera fàbrica d'acer d'Andrew Carnegie, es va veure durament afectada per la decadència de la indústria siderúrgica dels Estats Units d'Amèrica (EUA). La ciutat havia perdut el 90% de la seva població des del seu punt àlgid a la dècada del 1920, i va ser declarada financially distressed municipality el 1988: no tenia supermercats, benzineres ni caixers automàtics. Fetterman es va sentir atret per Braddock pel que va anomenar la seva malignant beauty.
Fetterman va exercir com a alcalde a temps parcial de Braddock i director a temps complet del programa de joves de la ciutat. També va fundar una organització sense ànim de lucre, Braddock Redux, que va utilitzar per adquirir i salvaguardar immobles de Braddock.
El pare de Fetterman va ajudar econòmicament el seu fill perquè el càrrec d'alcalde només pagava 150 dòlars al mes. Fetterman porta diversos tatuatges relacionats amb la comunitat de Braddock. Al braç esquerre hi ha el número 15104, codi postal de Braddock, i a la dreta, les dates dels nou assassinats ocorreguts a la ciutat mentre era alcalde. Un article del 2009 a The Guardian el va anomenar America's coolest mayor.
El 2010, Levi Strauss & Co va donar diners per a la revitalització de Braddock i va presentar la ciutat en una campanya publicitària i un documental produït pel Sundance Channel.
Fetterman va ser convidat a The Nightly Show amb Larry Wilmore el 14 de gener de 2016, per a parlar del seu suport a Bernie Sanders a les primàries demòcrates, i de nou el 19 de juliol de 2016 per a debatre sobre les eleccions presidencials dels EUA i Donald Trump. El 2022, The New York Times va caracteritzar Fetterman com a «d'esquerres». Fetterman ha reiterat la seva posició en contra de qualsevol restricció legal a l'avortament, inclòs el tercer trimestre.
El 2015, The Patriot-News va descriure'l com un «escèptic del lliure comerç», atesa la seva oposició a l'Associació Transpacífica, i un no-intervencionista. Fetterman ha afirmat que els EUA no s'han de «considerar la policia del món».
Fetterman està casat amb Gisele Almeida, una activista brasilera. Almeida va ser una immigrant sense papers resident a Newark que, en saber de la feina de Fetterman com a alcalde de Braddock, li va escriure una carta el 2007. Fetterman va convidar Almeida a visitar Braddock i un any després es van casar. La parella té dos fills i una filla i viuen en un concessionari d'automòbils recuperat amb els seus gossos adoptats, Levi i Artie. La família ha decidit no viure a State House, la residència oficial del tinent governador de Pennsilvània.
Fetterman és conegut pel seu estil de vestir informal. Sovint se'l veu amb una dessuadora i pantalons curts. Només té un vestit, que porta quan presideix el Senat de Pennsilvània, on hi ha un codi de vestimenta.The Philadelphia Inquirer va informar que Fetterman té un patrimoni net d'entre 717.000 i 1,58 milions de dòlars.
El 13 de maig de 2022, Fetterman va patir un ictus vascular cerebral i va ser hospitalitzat. L'ictus va ser per un coàgul causat per la fibril·lació auricular que pateix. Com que Fetterman també tenia cardiomiopatia, els seus metges van implantar-li un marcapassos cardíac artificial i un desfibril·lador automàtic. Va ser donat d'alta de l'hospital el 22 de maig de 2022.